# Blanzy-la-Salonnaise
Blanzy-la-Salonnaise je francouzská obec v departementu Ardensko v regionu Grand Est. V roce 2011 zde žilo 340 obyvatel.

## Sousední obce
Aire, Avançon, Balham, Gomont, Herpy-l'Arlésienne, Château-Porcien, Saint-Loup-en-Champagne

## Vývoj počtu obyvatel
Počet obyvatel 